# 绵皋
绵皋，春秋时期白狄族建立的肥國末代国君，被称为肥子绵皋。
前530年，晋国的荀吴假装会合齐军，向鲜虞借路，就乘机进入肥国都城昔阳（今河北省晋州市西北，一说在今山西省昔阳县）。八月初十日，灭亡肥国，俘虏绵皋回国。肥国余众投靠鼓国鸢鞮，昔阳成了鼓国晚期都城。